# Attenkirchen
Attenkirchen là một đô thị thuộc huyện Freising trong bang Bayern nước Đức. Đô thị Attenkirchen có diện tích 16,16 km², dân số thời điểm 31 tháng 12 năm 2006 là 2608 người.